# Bathygnathia cardiocondyla
Bathygnathia cardiocondyla là một loài chân đều trong họ Gnathiidae. Loài này được Cohen & Poore miêu tả khoa học năm 1994.